# Myles Frost
Myles Frost (Silver Spring, 21 luglio 1999) è un attore e ballerino statunitense.

## Biografia
Nel 2022 ha fatto il suo debutto a Broadway nel musical MJ the Musical e per la sua interpretazione nel ruolo di Michael Jackson ha vinto il Theatre World Award e il Tony Award al miglior attore protagonista in un musical, oltre ad aver ricevuto candidature al Drama Desk Award, all’Outer Critics Circle Award e al Grammy Award. Frost è rimasto nel cast dello show fino al 2023 e l'anno successivo è tornato ad interpretare Michael Jackson anche in occasione della prima londinese del musical, che gli è valsa una candidatura al Laurence Olivier Award al miglior attore in un musical.

## Filmografia

### Cinema
- Origin, regia di Ava DuVernay (2023)

### Televisione
- La famiglia McKellan (Family Reunion) - serie TV, 3 episodi (2019-2020)

## Riconoscimenti
- Drama Desk Award
  - 2022 – Candidatura al miglior attore in un musical per MJ the Musical
- Drama League Award
  - 2022 – Candidatura alla miglior performance per MJ the Musical
- Grammy Award
  - 2023 – Candidatura per il miglior album di un musical teatrale per MJ the Musical
- Outer Critics Circle Award
  - 2022 – Candidatura al miglior attore protagonista in un musical per MJ the Musical
- Premio Laurence Olivier
  - 2025 – Candidatura per il miglior attore in un musical per MJ the Musical
- Theatre World Award
  - 2022 – Miglior esordiente per MJ the Musical
- Tony Award
  - 2022 – Miglior attore protagonista in un musical per MJ the Musical